# Kristina Hartmann
Kristina Hartmann (* 1988 in Frankfurt am Main) ist eine deutsche Radiomoderatorin und Wetterredakteurin.

## Werdegang
Hartmann, aufgewachsen in Ruppertshain kam nach dem Abitur 2008 durch ein Praktikum zum Radiosender Antenne Bayern, für den sie seither tätig ist. Nach ihrem Volontariat arbeitet sie für den Ismaninger Privatsender als Wetterfrau in der Stefan Meixner Show und durfte gemeinsam mit Andreas Christl am Freitagabend durch die Sendung Die jungen Wilden führen, die 2013 mit dem Deutschen Radiopreis in der Kategorie Beste Sendung ausgezeichnet wurde. Im Jahr 2014 verließ ihr Kollege Christl Antenne Bayern, um in den Alpen eine Hütte zu bewirten, worauf Hartmann mit unterschiedlichen Ersatzmoderatoren die Freitagabendshow moderierte, u. a. Markus Stang „der Stangl“ und dem Comedy-Autor Marcus Schmid „der Schmiddy“.
Seit Ende 2017 moderiert sie gemeinsam mit Paul Johannes Baumgartner die Samstag-Morningshow „Hoch die Hände Wochenende“ und ist meist Samstag und Sonntag von 12:00–17:00 Uhr als eigenständige Moderatorin zu hören.

## Persönliches
Von 2014 bis 2016 war Kristina Hartmann mit ihrem Kollegen Florian Weiss verheiratet. Seit November 2018 ist sie Mutter.